# Mojave 3
Mojave 3 est un groupe   de Rock britannique. Il est formé en 1995 par Rachel Goswell (basse, chant), Neil Halstead (guitare, chant) et Ian McCutcheon (batterie) à la suite de la séparation de leur groupe Slowdive. Ils sont accompagnés par Simon Rowe (ancien guitariste de Chapterhouse) et Alan Forrester (claviers).

## Biographie
Le groupe est initialement formé comme trio, comprenant Halstead, Goswell, et McCutcheon. Après le renvoi de Slowdive de leur label Creation Records, le trio décide de changer de direction musicale vers un style dream pop/country rock/folk music, et signe chez 4AD Records. Ils prennent le nouveau nom de Mojave, mais après avoir découvert qu'un autre groupe s'appelait pareil, ils décident d'y ajouter le « 3 » (en référence au nombre de membres). Rowe (ex-Chapterhouse) et Forrester se joignent à eux peu après la sortie de leur premier album.
Neil Halstead comme Rachel Goswell ont publié des albums en solo chez 4AD. McCutcheon fondera et mènera le groupe The Loose Salute qui est signé avec les labels Heavenly Records et Graveface Records.
En 2006, Mojave 3 effectue une session Take-Away Show avec Vincent Moon. Halstead annonce en 2008 que le groupe est en pause, mais espère un futur album. Le groupe revient jouer sur scène en 2011, dont des concerts avec Band of Horses. Dans une interview radio avec la chaîne israélite Kol HaCampus le 7 mai 2011, Halstead annonce de nouveaux morceaux enregistrés en studio, mais rien ne se concrétisera.

## Discographie
- 1995 : Ask me Tomorrow (4AD)
- 1999 : Out of Tune (4AD)
- 2000 : Excuses for Travellers (4AD)
- 2003 : Spoon and Rafter (4AD)
- 2006 : Puzzles Like You (4AD)